# Szuvarnabhumi nemzetközi repülőtér

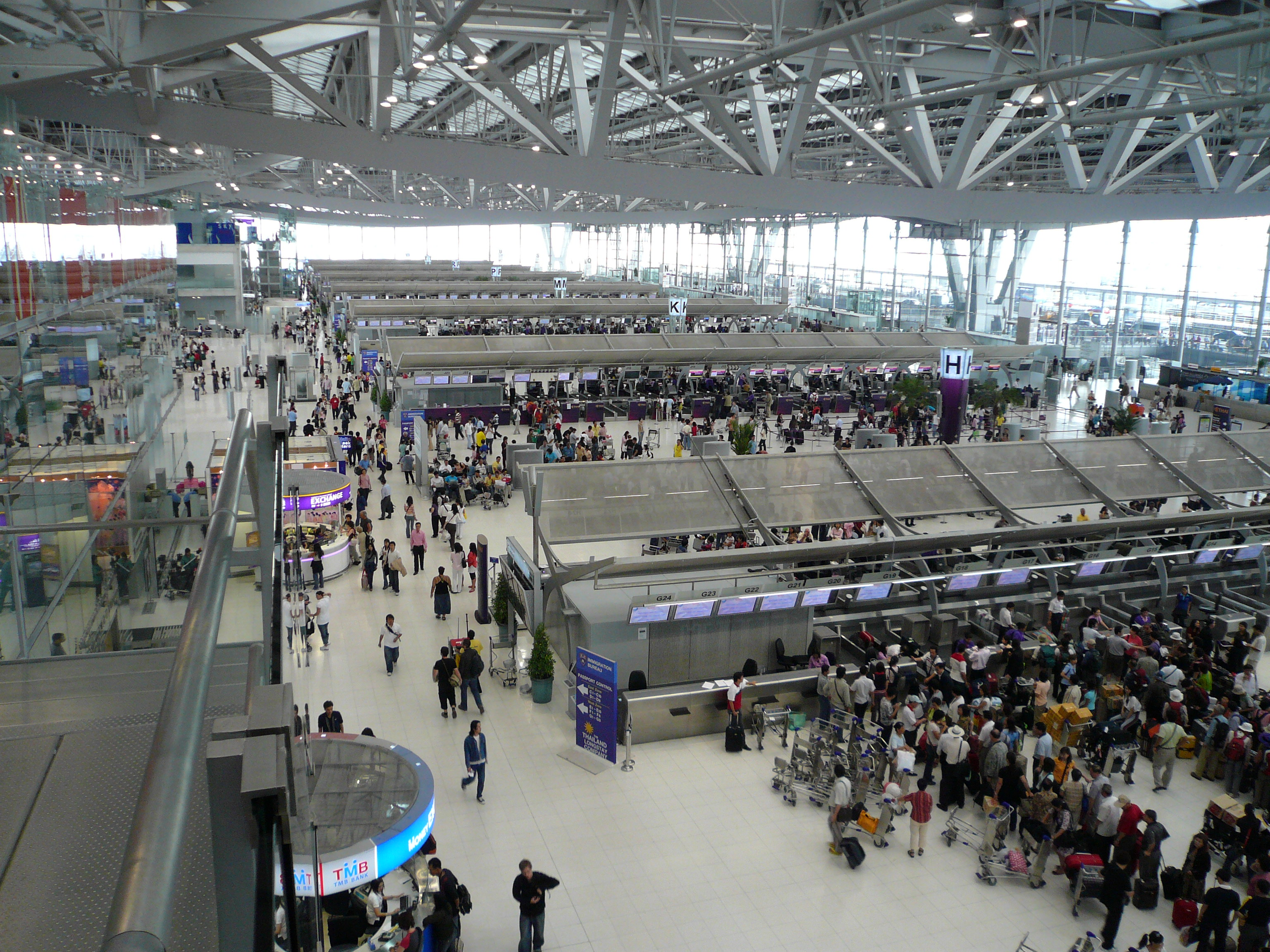
A váróterem

A Szuvarnabhumi (angol: Suvarnabhumi) nemzetközi repülőtér (IATA: BKK, ICAO: VTBS) Thaiföldön található, Bangkoktól keletre. Ez a légikikötő egyike a város két nemzetközi repülőterének. Forgalma alapján az egyik legnagyobb és legforgalmasabb repülőtér, továbbá a legnagyobb repülési hub Délkelet-Ázsiában. 2018-ban több mint 63 millió utas fordult meg itt.

## Megközelítése
Bangkok belső részéből közvetlen gyorsvasúti járat (magasvasút) vezet a repülőtérre. A járatok 15 percenként indulnak. Éjfél után hajnalig nem közlekedik (2020).
Nagy-Bangkok különböző részei, illetve Pattaja és a reptér között autóbusz- és mikrobuszjáratok közlekednek.

## Forgalom
Az utasforgalom az elmúlt években az alábbi módon változott:
| Utasok száma | 11 652 669 | 38 603 490 | 42 784 967 | 53 002 328 | 46 423 352 | 52 902 110 | 60 860 557 | 65 424 564 | 5 663 701 | 62 234 693 |
|              | 2006       | 2008       | 2010       | 2012       | 2014       | 2015       | 2017       | 2019       | 2021      | 2024       |